# Félix Paul Tiberghien
Félix Paul Tiberghien, né le 2 mai 1844 à Saint-Denis et mort le 5 octobre 1898 à Manage, est un financier et homme politique belge.

## Biographie

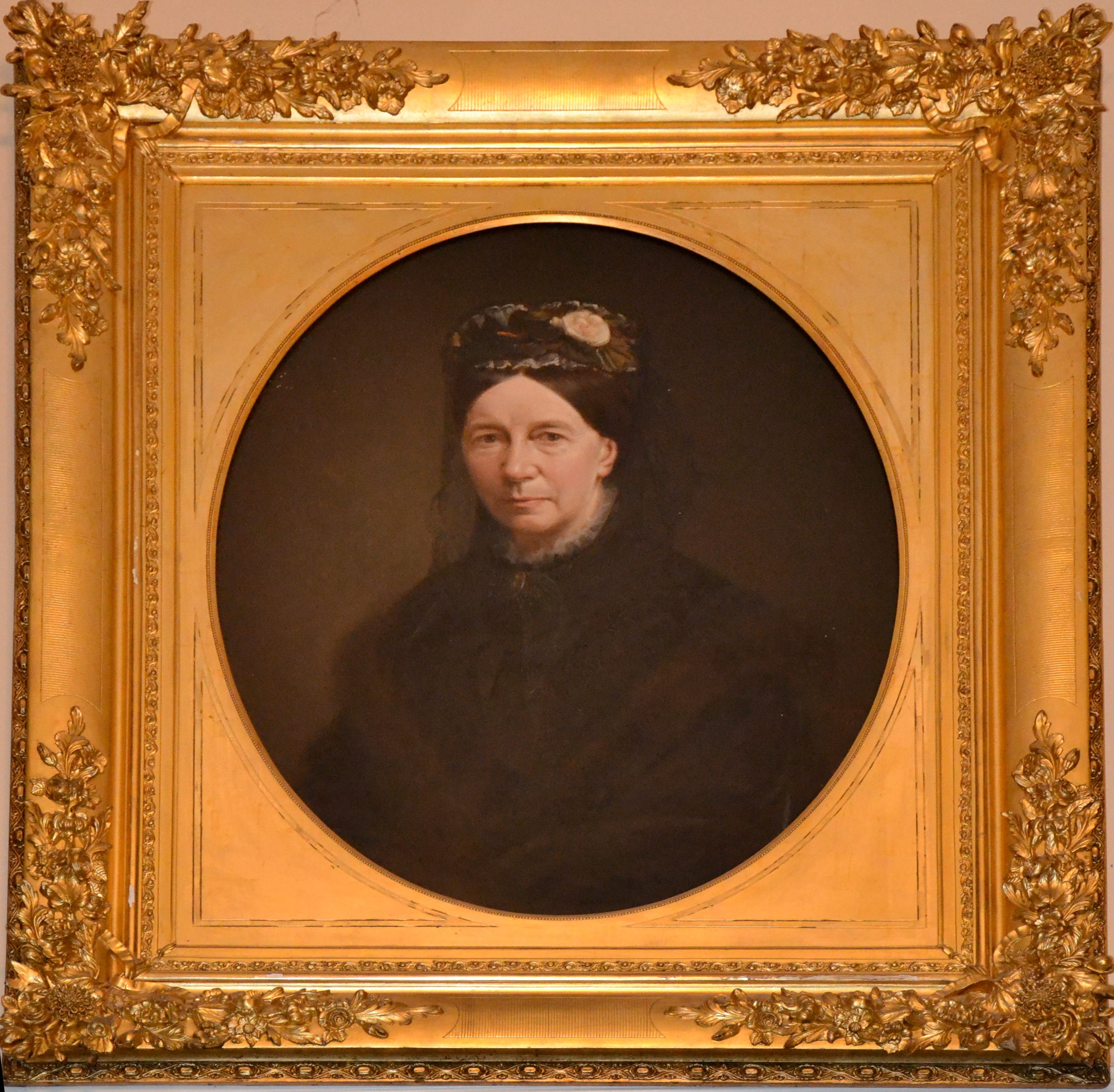
Portrait de sa fille Marie-Henriette, épouse de Prelle.

Félix Paul Tiberghien est le fils du banquier et industriel Ferdinand Tiberghien et de Mélanie Marischal (belle-sœur de Guillaume Van Volxem et d'Abel Warocqué), et le petit-fils de Pierre-François Tiberghien. Il épouse Elisa Libert, fille de Pierre Nibert, un industriel de Nimy-Maisières, et veuve de son cousin germain Léon Warocqué. Leur fille épousera Paul de Prelle de la Nieppe.
Banquier, il est le cofondateur des Charbonnages de Mariemont, président de la compagnie d'assurances Les Propriétaires réunis et dirige les Fonderies du cuivre de Romilly et les manufactures de coton à Heylissem et Saint-Denis. 
Conseiller provincial de 1879 à 1888, il est bourgmestre de Manage (où il était propriétaire du château de la Cour au Bois, construit par son père) de 1880 à sa mort.
Le 12 juin 1888, il est élu sénateur de l'arrondissement de Bruxelles. Il siège à la Chambre haute jusqu'en 1892.
Il s'occupa également de travaux agronomiques.